# بيان السابع من نوفمبر
بيان 7 نوفمبر 1987  هو نص كتبه الرئيس السابق للدولة التونسية زين العابدين بن علي يوم 7 نوفمبر 1987   أعلن خلاله توليه رئاسة الجمهوريّة والقيادة العليا للقوات المسلّحة خلفا لأول رئيس للجمهورية التونسية الحبيب بورقيبة بسبب عجزه عن الاضطلاع بمهام الرئاسة. 

## نص البيان
| ” | بسم الله الرحمان الرحيم أيها المواطنون، أيتها المواطنات نحن زين العابدين بن علي الوزير الأوّل بالجمهورية التّونسية أصدرنا البلاغ التّالي: إنّ التضحيّات الجسام التي أقدم عليها الزّعيم الحبيب بورقيبة أوّل رئيس للجمهورية التّونسية رفقة رجال بررة في سبيل تحرير تونس وتنميتها لا تحصى ولا تعدّ لذلك أحببناه وقدّرناه وعملنا السّنين الطوال تحت إمرته في مختلف المستويات في جيشنا الوطني الشعبي وفي الحكومة بثقة وإخلاص وتفان ولكن الواجب الوطني يفرض علينا اليوم أمام طوال شيخوخته واستفحال مرضه أن نعلن اعتمادا على تقرير طبّي أنّه أصبح عاجزا تماما عن الاضطلاع بمهام رئاسة الجمهورية. وبناء على ذلك وعملا بالفصل 57 من الدّستور نتولّى بعون الله وتوفيقه رئاسة الجمهوريّة والقيادة العليا لقوّاتنا المسلّحة وسنعتمد في مباشرة مسؤولياتنا، في جوّ من الثقة والأمن والإطمئنان على كلّ أبناء تونسنا العزيزة، فلا مكان للحقد والبغضاء والكراهيّة. إنّ استقلال بلادنا وسلامة ترابنا ومناعة وطننا وتقدّم شعبنا هي مسؤوليّة كلّ التونسيّين وحبّ الوطن والذّود عنه والرفع من شأنه واجب مقدّس على كلّ مواطن. أيها المواطنون، أيتها المواطنات إنّ شعبنا بلغ من الوعي والنضج ما يسمح لكلّ أبنائه وفئاته بالمشاركة البنّاءة في تصريف شؤونه في ظلّ نظام جمهوري يولي المؤسّسات مكانتها ويوفّر أسباب الدّيمقراطيّة المسؤولة وعلى أساس سيادة الشعب كما نصّ عليها الدستور الذي يحتاج إلى مراجعة تأكّدت اليوم فلا مجال في عصرنا إلى رئاسة مدى الحياة ولا لخلافة آلية لا دخل للشعب فيها، فشعبنا جدير بحياة سياسيّة متطوّرة ومنظمة تعتمد بحقّ تعدّدية الأحزاب السّياسيّة والتنظيمات الشعبية. وإنّنا سنعرض قريبا مشروع قانون للأحزاب ومشروع قانون للصحافة يوفّران مساهمة أوسع، بنظام ومسؤوليّة، في بناء تونس ودعم استقلالها. وسنحرص على إعطاء القانون حرمته، فلا مجال للظلم والقهر، كما سنحرص على إعطاء الدّولة هيبتها فلا مكان للفوضى والتسيّب ولا سبيل لاستغلال النفوذ أو التساهل في أموال المجموعة ومكاسبها. وسنحافظ على حسن علاقاتنا وتعاوننا مع كلّ الدّول، لا سيما الدّول الشقيقة والصّديقة كما نعلن احترامنا لتعهّداتنا والتزاماتنا الدوليّة. وسنعطي تضامننا الإسلامي والعربي والإفريقي والمتوسّطي المنزلة التي يستحقّها. وسنعمل بخطى ثابتة على تجسيم وحدة المغرب العربي الكبير في نطاق المصلحة المشتركة. أيها المواطنون، أيتها المواطنات إنّه عهد جديد نفتحه معا على بركة الله، بجدّ، وعزم، وهو عهد الكدّ والبذل يمليهما علينا حبّ الوطن ونداء الواجب. لتحيا تونس – لتحيا الجمهورية وقل اعملوا فسيرى الله عملكم ورسوله والمؤمنون صدق الله العظيم والسّلام عليكم ورحمة الله وبركاته | “ |
|   | — زين العابدين بن علي |   |

## وصلات خارجية
- بيان السابع من نوفمبر في موقع مجلس النواب